# Flughafen Kishangarh

i8
i11
i13
Der Flughafen Kishangarh (englisch Kishangarh Airport oder auch Ajmer Airport) ist ein nationaler Flughafen ca. 5 km (Fahrtstrecke) westlich der Großstadt Kishangarh im nordwestindischen Bundesstaat Rajasthan; er bedient auch die ca. 32 km südwestlich gelegene Großstadt Ajmer sowie die nahegelegene Pilgerstadt Pushkar.

## Geschichte
Die Grundsteinlegung zum Bau des Flughafens erfolgte im Jahr 2013 und nach nur vierjähriger Bauzeit wurde er im Oktober 2017 eingeweiht.

## Verbindungen
Einmal täglich finden Linienflüge mit Turboprop-Maschinen nach Delhi, Mumbai und Hyderabad statt; andere drei- oder viermal wöchentlich angeflogene Flugziele sind Indore, Ahmedabad und Surat.

## Sonstiges
- Betreiber des Flughafens ist die Airports Authority of India.
- Die 2152 m lange Start- und Landebahn ist mit ILS ausgestattet.